# ブライアン・ハート
ブライアン・ハート（Brian Hart, 1936年9月7日 - 2014年1月5日）はロンドン出身のエンジン技術者。元レーシングドライバーでもある。
彼は1967年8月6日に開催されたドイツGPにおいて、フランク・コスティンがデザインしたF2マシン、プロトス・コスワースを駆って予選25位で通過(当時のドイツGPはF1とF2が混走していた)。決勝はトップから3周遅れでゴールするが周回不足により完走ならず。
翌年からエンジニアに転進し、フォーミュラ・ジュニアやF2で経験を積んだ。その後、英国で最も尊敬を集めるF1エンジン開発会社のひとつであるブライアン・ハート社を設立した。
1981年から1999年に至るまで、トールマン、RAM、ティレル、ジョーダン、ミナルディおよびアロウズといったF1チームにエンジンを供給した。
1999年の供給先であったアロウズがエンジンをスーパーテックに変更したため、ハートは同シーズンで撤退した。

## F1での年度別成績
| 年     | 所属チーム             | シャシー | 1   | 2   | 3   | 4   | 5   | 6   | 7      | 8   | 9   | 10  | 11  | WDC | ポイント |
| ------ | ---------------------- | -------- | --- | --- | --- | --- | --- | --- | ------ | --- | --- | --- | --- | --- | -------- |
| 1967年 | プロトス／ロン・ハリス | F2 (F2)  | RSA | MON | NED | BEL | FRA | GBR | GER NC | CAN | ITA | USA | MEX | NC  | 0        |